# Alfred Bruneau
Ne doit pas être confondu avec Albert Bruneau.
Pour les articles homonymes, voir Bruneau.
Louis Charles Bonaventure Alfred Bruneau, né à Paris le 3 mars 1857 et mort dans la même ville le 15 juin 1934, est un compositeur et chef d'orchestre français. Il joua un rôle déterminant pour introduire le réalisme sur la scène lyrique française, adaptant le naturalisme d'Émile Zola à la musique.

## Biographie
Alfred Bruneau naît le 3 mars 1857 à Paris, au 24 boulevard de Strasbourg dans l’ancien 5e arrondissement, de Louis Bonaventure Alfred Bruneau et d'Anne Amélie Brelay.
Il entre en 1873 au Conservatoire de Paris, où il étudie le violoncelle avec Auguste-Joseph Franchomme, l'harmonie avec Augustin Savard et la composition avec Jules Massenet. Il joue pour les concerts Pasdeloup et commence bientôt à composer, écrivant une cantate, Geneviève de Paris, qui lui permet de remporter le second prix de Rome en 1881.
Alors domicilié chez son père au 31 rue Fortuny, il se marie le 18 mai 1886 avec Philippine Isabelle Cheilley (née à Neuilly le 16 septembre 1863) à la mairie du 16e arrondissement de Paris.
Il mène une carrière de critique musical au Gil Blas (1892-1895), puis au Figaro et au Matin.
En 1903 et 1904, il est le premier chef à l'Opéra-Comique.
En 1900 il est nommé membre du Conseil supérieur du Conservatoire de Paris, et en 1909 devient inspecteur de l'instruction musicale à la place d'Ernest Reyer.
Il fait des tournées en Russie, en Angleterre, en Espagne et aux Pays-Bas, au cours desquelles il dirige ses œuvres.
Après avoir vécu au 11 bis rue Viète dans le 17e arrondissement de Paris, au 122 rue de la Boëtie dans le 8e arrondissement et au 10 rue de la Pompe de 1910 à 1924, il réside toujours dans le 16e arrondissement de Paris mais au 27 rue Vital lorsqu'il décède dans une clinique au 166 rue de l'Université le 15 juin 1934.

## Œuvres
En 1884, il fit jouer son Ouverture héroïque, suivie par la symphonie chorale Léda (1884) et le poème symphonique La Belle au bois dormant (1886) puis, en 1887, par son premier opéra, Kérim.
L'année suivante, Bruneau fit la connaissance d'Émile Zola ; les deux hommes entamèrent une amitié et une collaboration qui allaient durer près de quinze ans, jusqu'à la mort de l'écrivain. En 1891, Bruneau compose un opéra intitulé Le Rêve, inspiré du roman de Zola Le Rêve. Dans les années suivantes, Zola lui fournit le sujet de plusieurs ouvrages, tel L'Attaque du moulin (1893), et écrit lui-même le livret de Messidor (1897) et de L'Ouragan (1901) ainsi que de L'Enfant roi (1905).
Parmi d'autres opéras inspirés par Zola figurent le drame lyrique en un acte Lazare (1903, sur le poème éponyme représenté en 1896 à Londres puis en 1907 à Amsterdam, recréé en 1994 par Jacques Mercier[Qui ?]), La Faute de l'abbé Mouret (« avec une importante musique de scène », donné pour la réouverture du Théâtre de l'Odéon en 1906),  Naïs Micoulin (1907) et Les Quatre Journées (1916).
D’autres opéras de Bruneau sont inspirés d'Andersen, (Le Jardin de Paris, 1923) et de Victor Hugo (Angelo, tyran de Padoue, 1928). Ses pièces pour orchestre révèlent l'influence de Richard Wagner.
Ses autres œuvres comprennent un Requiem (1888), des pièces instrumentales ainsi que de nombreuses mélodies dont les Lieds de France et Chansons à danser sur des poèmes de Catulle Mendès.
Son livre de souvenirs, À l'ombre d'un grand cœur (1931), évoque son amitié et sa collaboration fructueuse avec Émile Zola.
En 1911 Bruneau hérita de sa tante, Mme Palmyre Leblois, des domaine et logis de Villermat à Beaussais-Vitré (Deux-Sèvres), acquis en 1835 par sa belle-famille, où il aurait composé en buvant les infusions des feuilles d'un vieux tilleul ; il échangea ce bien en 1923 avec Alexandre Sabourin et Alcide Gilbert, fermiers de la famille depuis trois siècles.

## Autres œuvres

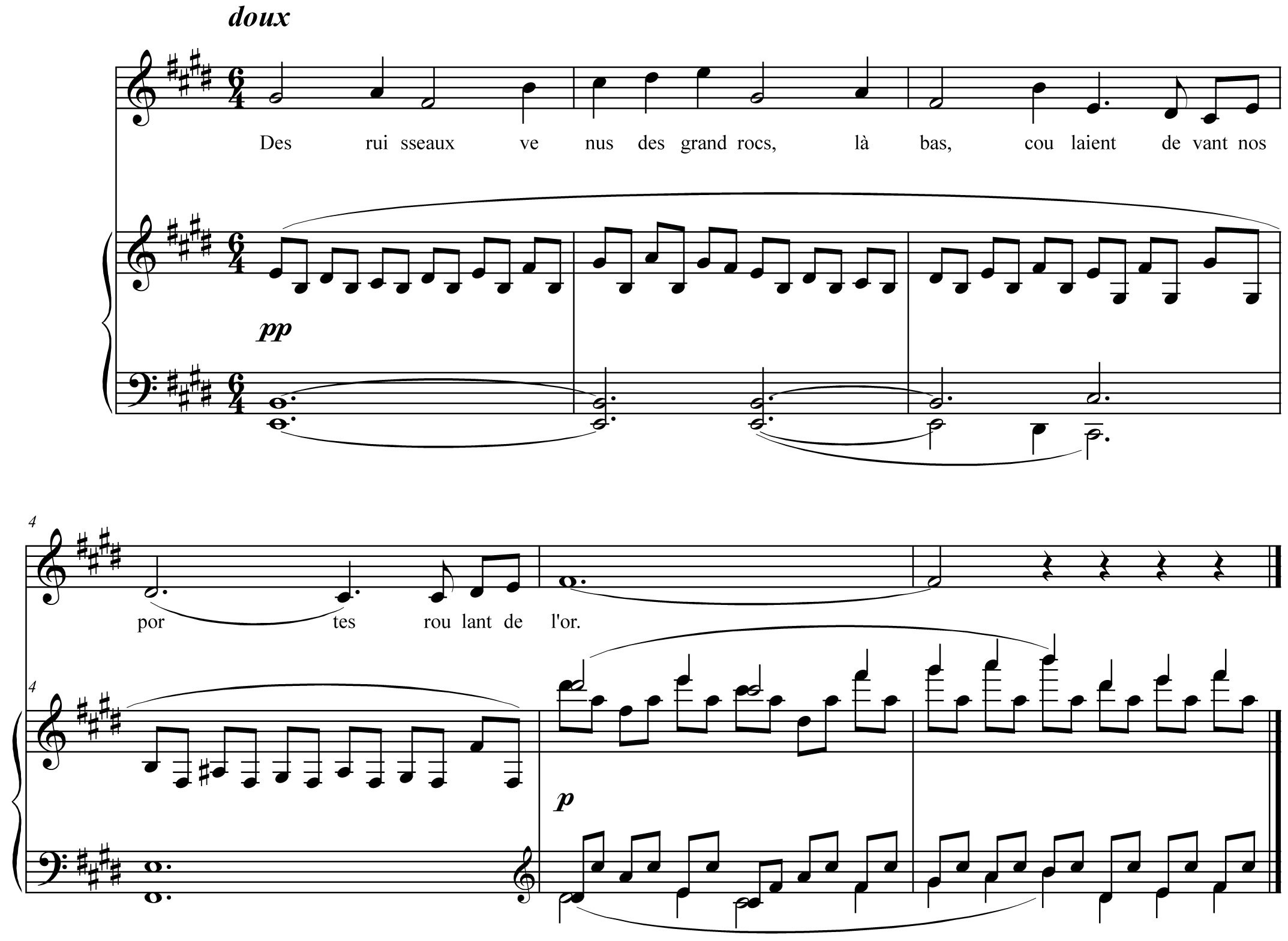
Messidor, acte I, mesure 136 : voix et réduction d'orchestre pour piano.

- Le Roi Candaule, en collaboration avec Maurice Donnay, comédie lyrique en quatre actes, représentée pour la première fois, le 1er décembre 1920 à l'Opéra-Comique
- En 1912, "Les Bacchantes", ballet en deux actes et trois tableaux, d'après Euripide, poème de MM. Félix Naquet et Alfred Bruneau, musique d'Alfred Bruneau, décors Georges Mouveau.

## Discographie
- La nuit de mai, double album enregistré par Cyrille Dubois (ténor), Jeff Cohen (piano) et leurs partenaires (Salamandre 2020) avec La nuit de mai (Musset, 1886) ; Chants antiques (André Chénier, 1927) ; Plein Air (Théophile Gauthier, 1932) ; deux poèmes de Jean Richepin (Un miracle, Soirée) ainsi que des pièces instrumentales : Prélude de L'Enfant Roi (1902) ; trois Romances composées en 1886 (pour violon ; alto ; quatuor de clarinettes) ; Fantaisie pour cor (1901) et Deux morceaux de genre pour violoncelle et piano (1877).
- Nocturne ; Nuit d'été ; Soirée, par Mario Hacquard (baryton) et Claude Collet (piano) pour Aliénor (2013)
- Requiem (enregistré par Frédéric Morlot)
- Requiem ; Lazare. Orchestre national d'Île de France direction Jacques Mercier RCA BMG
- Messidor, ouverture du quatrième acte : La légende de l'or ; Naïs Micoulin, prélude ; L'Attaque du Moulin, suite d'orchestre, orchestre philharmonique de Rhénanie Palatinat, direction James Lockhart, Patrimoine Naxos.
- L'Attaque du moulin (drame lyrique en quatre actes) avec Jane Rolland, Hélène Bouvier, Yvette Darras, Fernand Faniard, Charles Cambon, Lucien Lovano. Orchestre anonyme dirigé par Eugène Bigot. Paris 1952. 2 CD Malibran.
- Messidor, avec Jane Rolland, Charles Cambon, Louis Rialland, Yvonne Corcke, Lucien Lovano. Orchestre anonyme dirigé par Albert Wolff. Paris, 1948. 2 CD Malibran MR 639.

## Correspondance

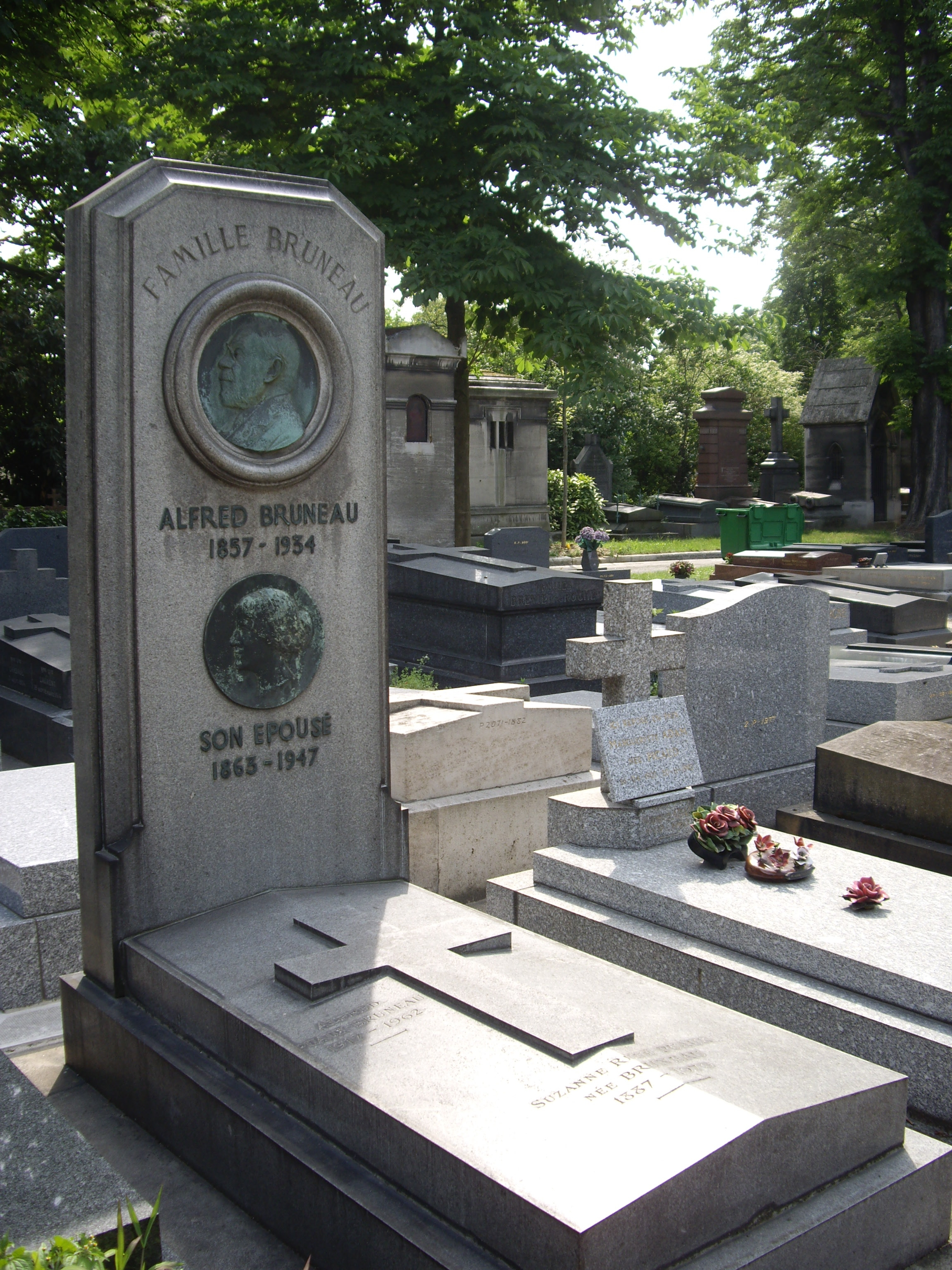
Sépulture au cimetière des Batignolles.

- Alfred Bruneau : un compositeur au cœur de la bataille naturaliste. Lettres à Étienne Destranges. Paris-Nantes (1891-1915), rassemblées, présentées et annotées par Jean-Christophe Branger, Paris, Champion, 2003
- Alfred Bruneau et Gustave Charpentier : une amitié indestructible et tendre : correspondances inédites (sous la direction de Sylvie Douche et Jean-Christophe Branger). Paris, Université de Paris-Sorbonne, coll. « Observatoire musical français », série « Correspondances, entretiens, souvenirs » no 2, 2004. 120 p., 21 cm.  (ISBN 2-84591-107-6) Ouvrage résultant des travaux d'un séminaire. En appendice : « Les cours de Mimi Pinson seront mon unique récréation » de Michela Niccolai.

## Distinctions
Bruneau est nommé chevalier de la  Légion d'honneur en 1895, puis promu officier en 1904 et enfin commandeur en 1919, ainsi que commandeur de l'ordre de Saint-Charles. Il fut également élu en 1925 à l'Académie des beaux-arts où il succéda à Gabriel Fauré.

## Hommages

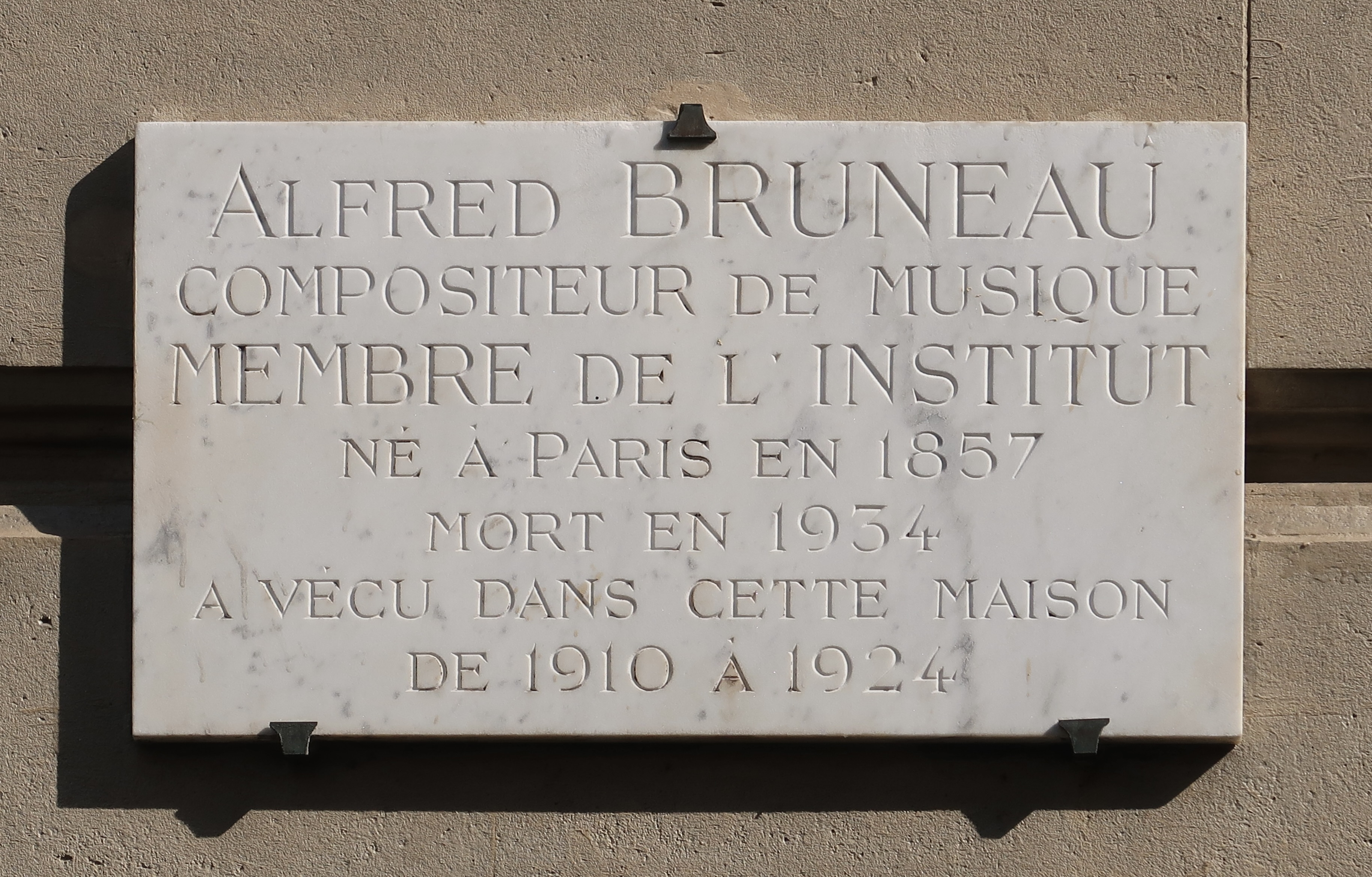
Plaque à Paris.

- Une rue de Paris porte son nom, dans le 16e arrondissement (à noter qu'il vécut entre 1910 et 1924 au 10 rue de la Pompe, dans le même quartier. Une plaque lui rend hommage) ;
- Une rue de Niort (Deux-Sèvres) porte son nom ;
- Une avenue porte son nom à La Baule-Escoublac (Loire-Atlantique).